# لجنة النطاق العريض من أجل التنمية المستدامة

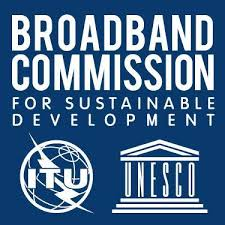

تم إنشاء لجنة النطاق العريض من أجل التنمية المستدامة (التنمية الرقمية حتي عام 2015) كمبادرة مشتركة بين الاتحاد الدولي الاتصالات، ومنظمة الأمم المتحدة للتربية والتعلم والثقافة (اليونسكو) في مايو 2010، بهدف تعزيز الاتصال بالانترنت. وعلي وجه الخصوص، شبكات النطاق العريض سعيًا لتحقيق الأهداف الإنمائية للأمم المتحدة مثل الأهداف الإنمائية للألفية (حتى عام 2015). وقد تم تغيير اسم اللجنة لتصبح لجنة النطاق العريض من أجل التنمية المستدامة، وذلك بعد تبني أهداف التنمية المستدامة من قبل الأمم المتحدة في سبتمبر 2015.